# Wiltonia
Wiltonia là một chi nhện trong họ Orsolobidae.